# Reggenza di Kendal
La reggenza di Kendal (in indonesiano: Kabupaten Kendal) è una reggenza dell'Indonesia, situata nella provincia di Giava Centrale.